# Ivanivka, Luhînî
Ivanivka (în ucraineană Іванівка) este un sat în comuna Velîkîi Dîvlîn din raionul Luhînî, regiunea Jîtomîr, Ucraina.

## Demografie
Componența lingvistică a localității Ivanivka
     Ucraineană (95,92%)
     Rusă (2,04%)
     Belarusă (2,04%)
Conform recensământului din 2001, majoritatea populației localității Ivanivka era vorbitoare de ucraineană (95,92%), existând în minoritate și vorbitori de rusă (2,04%) și belarusă (2,04%).